# Charles Emil Löfvenskiöld
Charles Emil Löfvenskiöld, född 27 januari 1810 i Berga socken (idag Mariestads kommun), död 18 oktober 1888, var en svensk lantbruksarkitekt. Hans skrifter och planschverk vann stort inflytande inom landsbygdens arkitektur och bidrog till att sprida snickarglädjen som exteriördekoration.

## Bakgrund
Löfvenskiöld föddes på gården Hassle-Säby i en adlig familj. Fadern, hovmarskalken Carl Fredrik Löfvenskiöld (1769–1856), hade ärvt en betydande förmögenhet som han miste genom misslyckade investeringar och spekulation i brännvinshandel. Fideikommisset Fåleberg intecknades och Säby lämnades 1826 då familjen utblottad tvingades att flytta till ett torp, Bergatorp nära Mariestad, och påbörja ett liv i relativ fattigdom. Trots familjens försämrade ekonomiska situation så kunde Löfvenskiöld ändå studera vid universitet,  tack vare att hans farbror bekostade utbildningen.. Efter studentexamen i Uppsala 1825 studerade Löfvenskiöld vid filosofiska fakulteten i Lund ett flertal olika ämnen,  men tog dock aldrig någon formell examen beroende på hans redan i unga år sviktande hälsa. 
Han erhöll emellertid ett gott testimonium vid sina avslutade studier. Bland hans lärare i Lund fanns arkitekten och filologen Carl Georg Brunius. Under sin studietid bodde Löfvenskiöld på godset Klågerup och umgicks med familjen Trolle på Trollenäs, och det var redan under denna tid som Löfvenskiölds intresse för lanthushållningen och dess byggnader växte fram.

## Liv och verksamhet
Efter sin återkomst på 1830-talet till föräldrahemmet Bergatorp utvecklade han gården till ett mönsterjordbruk efter nya effektiva jordbruksideal. Parallellt med arbetet på den egna gården utarbetade han ritningar och planer åt närboende så att även de skulle kunna ta del av Löfvenskiölds kunskap för att förbättra sina gårdar och torp. Oftast tog Löfvenskiöld ingenting eller lite betalt härför, och tack vare detta fick många som normalt sett inte skulle haft råd att anlita en arkitekt en möjlighet att ta del av hans idéer och råd.
Löfvenskiöld utvecklade med tiden en gedigen kunskap om olika metoder för jordbruk och lanthushållning anpassade efter svenska förhållanden. Han ansåg att de traditionella byggnadssätten var ineffektiva och resursslösande och därmed ett samhällsekonomiskt hot. År 1854 utgav han därför skriften ”Landtmanna-Byggnader”, ett planschverk med fasad- och planförslag till större och mindre bostadshus, stall, ladugårdar och andra nyttobyggnader med ingående beskrivningar och skötselråd. Fasadernas utformning anslöt till den vid tiden populära schweizerstilen med en rikt artikulerad panelarkitektur med listverksindelningar, intrikat spröjsade fönster och lövsågade dekorationer, så kallad snickarglädje.  Stilen var sedan tidigare etablerad inom villaarkitekturen men genom Löfvenskiölds anpassning av stilen till enklare förhållanden blev den under 1800-talets andra hälft dominerande på den svenska landsbygden.
Syftet med skrifterna var att främja både praktiska och vackra byggnader, då han ansåg att just föreningen mellan nytta och skönhet var förutsättningen för en god landsbygd. Förutom fortsatta skrifter, bland annat "Landtmannabygnader hufvudsakligen för mindre Jordbruk" 1868–1870, publicerades hans mönsterförlagor och artiklar upprepade gånger i ”Tidsskrift för Svenska Landtbruket” och andra tidskrifter. Därmed fick Löfvenskiölds idéer ytterligare spridning och han erhöll med tiden en framstående ställning som auktoritet kring frågorna om landsbygdens utveckling och förbättring. Tidigt propagerade Löfvenskiöld även för inrättandet av en slags länsarkitekter, som skulle resa runt och ge rådgivning till böndernas byggen.
Löfvenskiöld samarbetade vid ett flertal tillfällen med vännen Adolf Wilhelm Edelsvärd (1824–1919) och skrev om lantbyggnadsfrågor tillsammans med denne. Förutom publikationerna fortsatte även de enskilda beställningsuppdragen och Löfvenskiöld uppgjorde ritningar till ett mycket stort antal gårdar, torp, herrgårdar och nyttobyggnader av olika slag runtom i landet. 
Livet igenom hade Löfvenskiöld problem med sin hälsa. Till följd av en sjukdom i ung ålder blev han relativt kortvuxen, 146 centimeter, och kallades i folkmun för ”Lilla herrn på Bergatorp”. Han förblev ogift. Trots motgångarna under ungdomsåren besatt Löfvenskiöld dock en stark och uthållig personlighet och hela hans liv präglades av engagemanget för landsbygdens förbättring. 
Bakgrunden för mycket av detta fanns i Löfvenskiölds humanistiska bildning och låg i linje med samtida idéer för folkupplysning och idealism. Till Löfvenskiölds ideal hörde även medkänsla för djuren och han skrev utförligt att om man i djurhushållningen måste behandla djuren väl. 
En viktig förebild fann Löfvenskiöld i sin mor, Ulrika Sophie f. Åkerhielm af Blombacka (1788-1865), som även hon beskrevs som en arbetsam och självuppoffrande personlighet.
Trots sin omvittnat blyga personlighet vann Löfvenskiöld respekt och erkännande för sina insatser. Hans planschverk visades på världsutställningar runtom i världen och vidare belönades Löfvenskiöld med flera medaljer från Lantbruksakademin för sina insatser.

## Verk i urval
- Villa Lindängen, Nacka kommun

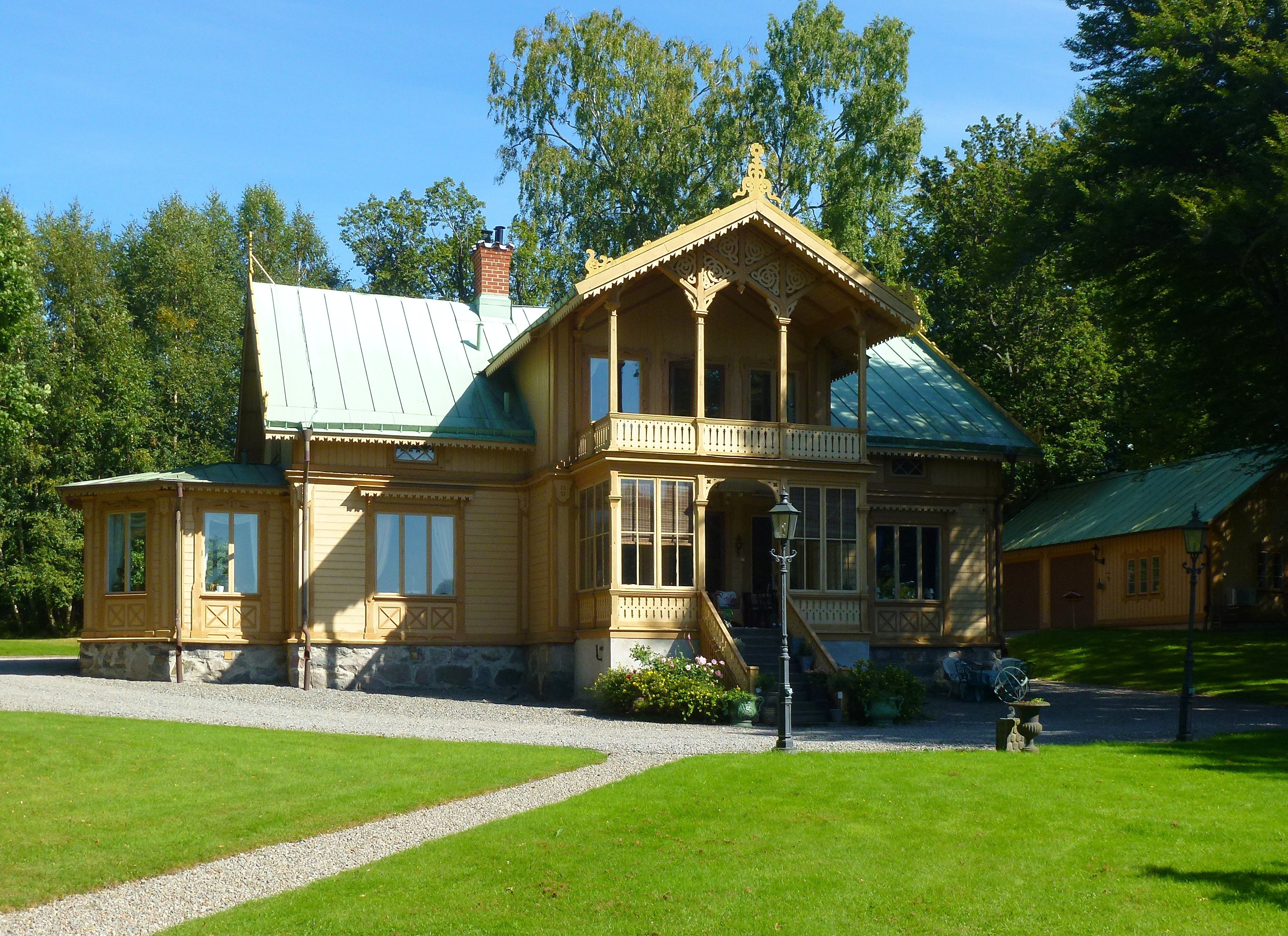
Villa Lindängen i Nacka kommun.

- Färinge Ladugård i Mölnbo, Södermanland
- Ingaruds gård, Västergötland
- Smedsbostad, järnbod, trädgårdsmästarbostad m.m. vid Nissafors bruk, Småland
- Tjos egendom, Västergötland
- Håkanstorp, Västergötland
- Valaholm, Västergötland
- Leksbergs skola, Västergötland
- Hassle tinghus, Västergötland